# Bobowa
Bobowa [bɔbɔva] este un oraș în județul Gorlice, Voievodatul Polonia Mică, Polonia cu o populație de 3.018 locuitori (2008).
Administrativ orașul aparține voievodatului Polonia Mică, fiind situat la 18 kilometri de Gorlice, pe râul Biała Tarnowska. Acesta a fost anterior un sat, i s-a acordat statutul de oraș la 1 ianuarie 2009. Acesta se află la aproximativ 18 km la vest de Gorlice și la 83 km sud-est de capitala regională Cracovia. Bobowa este situat de-a lungul drumului național nr. 981, are, de asemenea, o stație de cale ferată cu linie electrificată, care merge de la Tarnów la granița cu Slovacia, la Leluchów.

## Istoric
Nu se știe când satul Bobowa a apărut pe harta Poloniei. A fost probabil un gord (fortificație slavă), distrusă în 1240 de invazia mongolă.
Bobowa primit drepturi Magdeburg de oraș în 1339. Prin 1346, orașul a avut deja o biserică parohială, și Bobowa la acel moment a aparținut familiei Gryfita.
În registrul din 1460  Liber beneficiorum de Jan Długosz, se pot găsi informații despre biserica de piatră din Bobowa, precum și două biserici mai mici, din lemn. Orașul în continuare a aparținut familiei Gryfita, și după Długosz, a avut trei proprietari - Mikołaj, Jan și Gietko Gryfita. Mai mult, Bobowa a avut o instanță și judecător, care în 1467 a fost un om pe nume Jan Lempart.

## Atracții turistice
Printre atracțiile turistice ale orașului Bobowa este Biserica Tuturor Sfinților (secolul al XIV-lea) și Biserica Sf. Sofia, cimitirul local, din secolul al XV-lea și înconjurat de un zid pitoresc construit în secolul al XVII-lea. În plus, există un conac de nobil secolul al XVII-lea (denumit în continuare castel de localnici). Aceasta a fost casa lui Bolesław Wieniawa-Długoszowski, general, politician și poet polonez. Există, de asemenea, resturi de fortificații din aceeași perioadă. Moștenirea evreiască a satului este reprezentată de o sinagogă din 1778 și un cimitir evreiesc. Bobowa este, de asemenea, unul din cele două (în afară de Koniaków) sate din Polonia renumite pentru arta tradițională de dantelă. Începând cu anul 2000 Bobowa găzduiește un festival anual de dantelă.

## Personalități din Bobowa
- Wojciech Bobowski (1610-1675) muzician și cărturar polonez în curtea Imperiului Otoman
- Bolesław Wieniawa-Długoszowski
- Mariusz Gąsior - cardiolog,
- Magdalena Olszanecka-Glinianowicz - specialistă în medicină internă, specialistă în sănătate publică, specialistă de nivel european în tratamentul obezității, șef al Departamentului de Promovare a Sănătății și tratamentul obezității

## Galerie

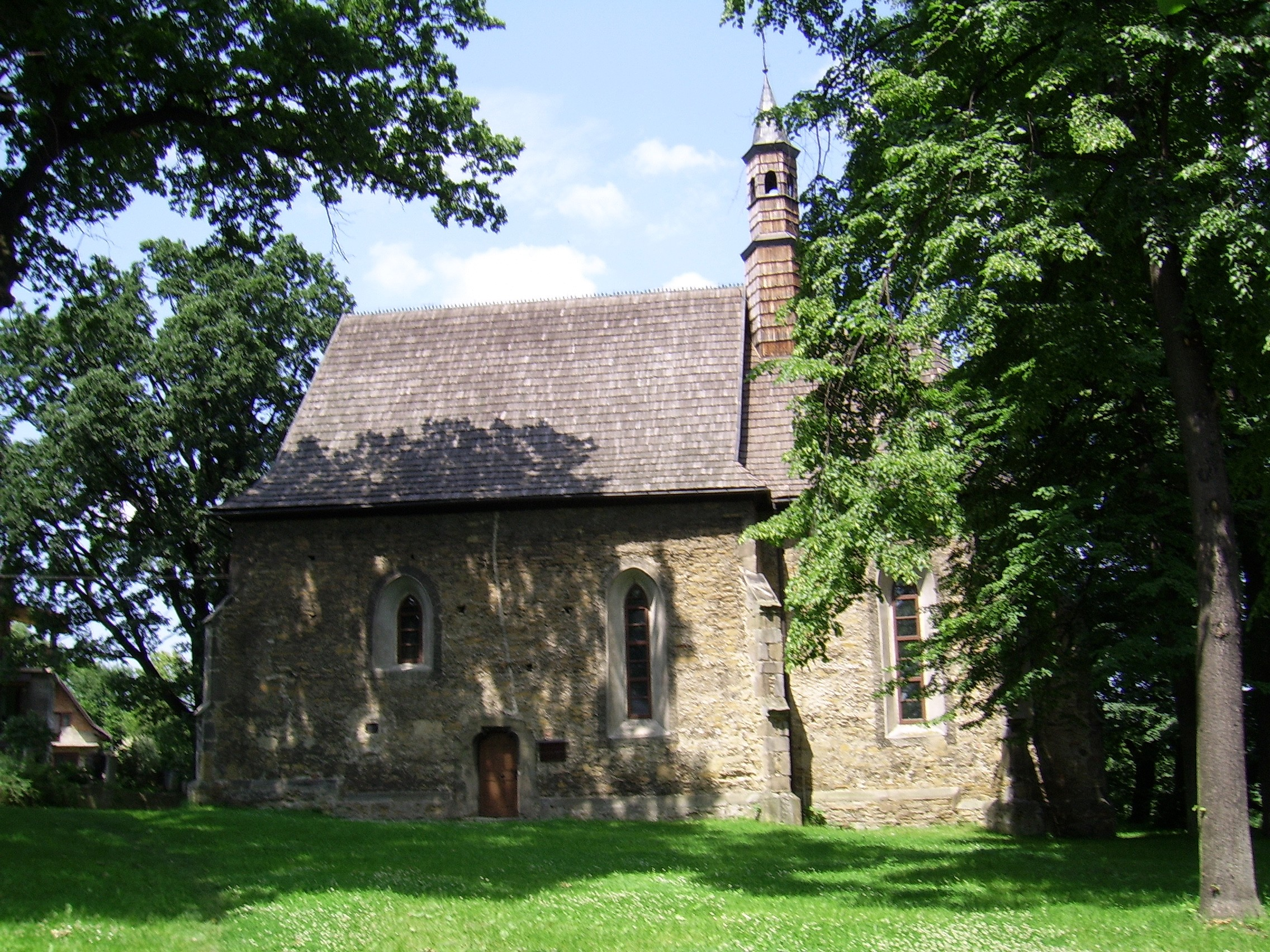
Biserica Sf. Sofia din Bobowa
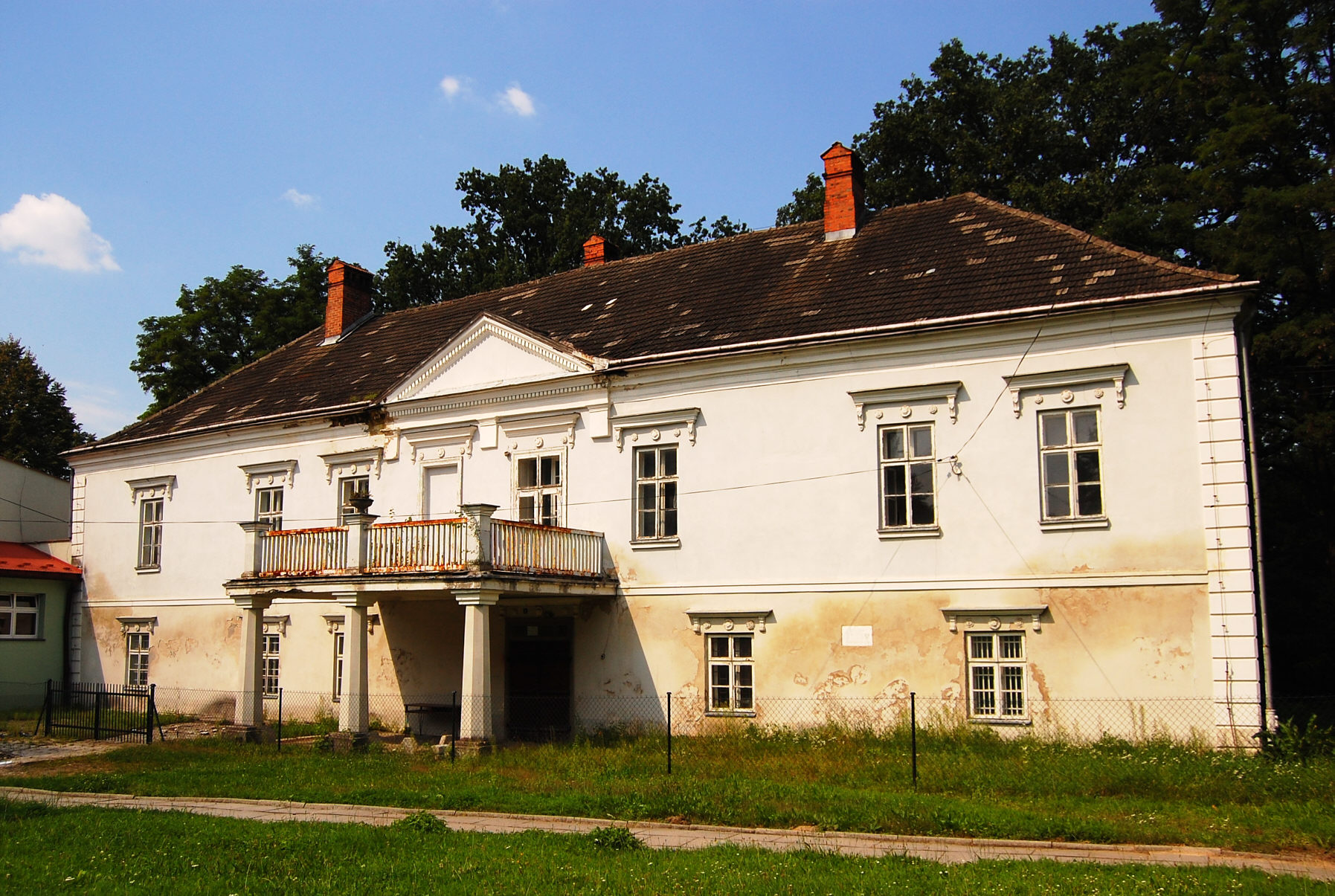
Conacul lui Bolesław Wieniawa-Długoszowski
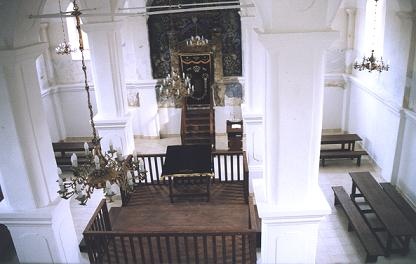
Sinagoga din Bobowa: interior
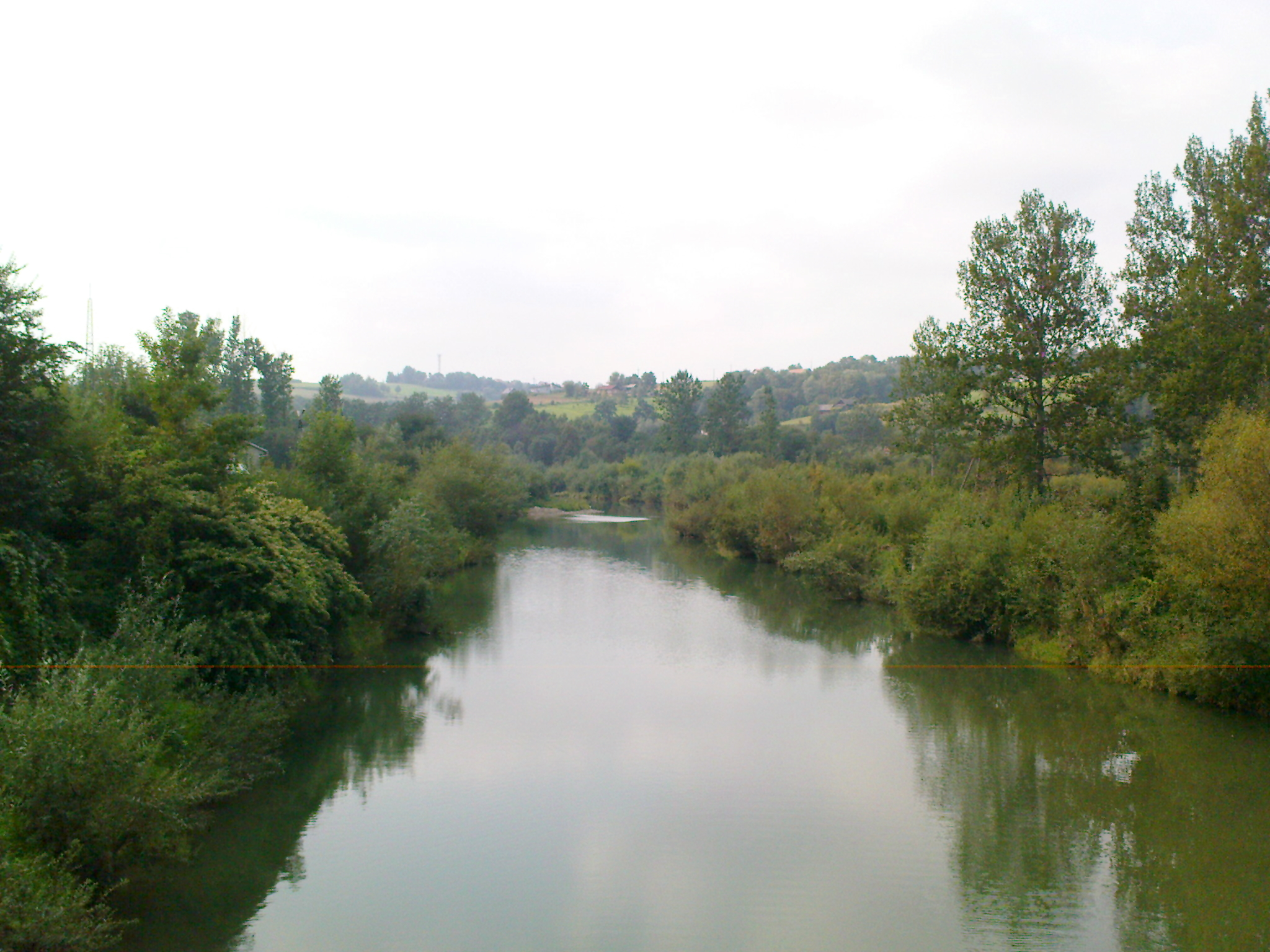
Bobowa - râul Biała
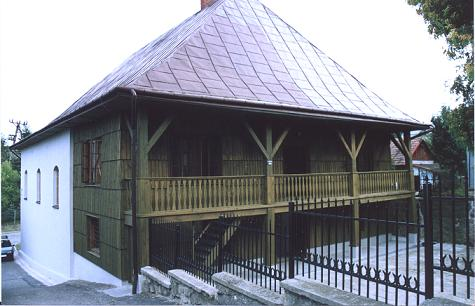
Sinagoga din Bobowa